# Euphorbia minutifolia
Euphorbia minutifolia är en törelväxtart som beskrevs av Pierre Edmond Boissier. Euphorbia minutifolia ingår i släktet törlar, och familjen törelväxter. Inga underarter finns listade i Catalogue of Life.